# Sanremo Challenger 2023
Il Sanremo Challenger 2023 è stato un torneo maschile di tennis giocato sulla terra rossa. È stata la 2ª edizione del torneo, facente parte della categoria Challenger 125 nell'ambito dell'ATP Challenger Tour 2023. Si è giocato al Circolo Tennis Sanremo di Sanremo, in Italia, dal 27 marzo al 2 arile 2023.

## Partecipanti

### Teste di serie
| Nazionalità | Giocatore           | Ranking* | Testa di serie |
| ----------- | ------------------- | -------- | -------------- |
| Perù        | Juan Pablo Varillas | 88       | 1              |
| Italia      | Marco Cecchinato    | 95       | 2              |
|             | Aleksandr Ševčenko  | 101      | 3              |
|             | Aslan Karacev       | 107      | 4              |
| Francia     | Luca Van Assche     | 108      | 5              |
| Italia      | Matteo Arnaldi      | 116      | 6              |
|             | Pavel Kotov         | 117      | 7              |
| Italia      | Giulio Zeppieri     | 124      | 8              |

* Ranking al 20 marzo 2023.

### Altri partecipanti
I seguenti giocatori hanno ricevuto una wild card per il tabellone principale:
- Gianmarco Ferrari
- Matteo Gigante
- Gianluca Mager

I seguenti giocatori sono entrati in tabellone come special exempt:
- Alessandro Giannessi
- Billy Harris

I seguenti giocatori sono passati dalle qualificazioni:
- Federico Arnaboldi
- Andrea Vavassori
- Kimmer Coppejans
- Edoardo Lavagno
- Valentin Vacherot
- Giovanni Fonio

## Punti e montepremi
| Torneo    | Torneo              | V      | F      | SF    | QF    | 2T    | 1T    | Q | Q2  | Q1  |
| Singolare | Punti               | 125    | 75     | 45    | 25    | 11    | 0     | 5 | 2   | 0   |
| Singolare | Premi in denaro (€) | 19 650 | 11 570 | 6 850 | 3 990 | 2 345 | 1 420 | – | 710 | 355 |
| Doppio    | Punti               | 125    | 75     | 45    | 25    | –     | 0     | – | –   | –   |
| Doppio    | Premi in denaro (€) | 8 420  | 4 900  | 2 940 | 1 750 | –     | 990   | – | –   | –   |

## Campioni

### Singolare
Luca Van Assche ha sconfitto in finale  Juan Pablo Varillas con il punteggio di 6–1, 6–3.

### Doppio
Victor Vlad Cornea /  Franko Škugor hanno sconfitto in finale  Nikola Ćaćić /  Marcelo Demoliner con il punteggio di 6–2, 6–3.